# Nguyễn Tuấn Khanh
Nguyễn Tuấn Khanh (sinh năm 1954), quê quán tại huyện Chợ Mới, tỉnh An Giang là Ủy viên Trung ương Đảng Cộng sản Việt Nam, Phó Trưởng ban Tổ chức Trung ương; Đại biểu Quốc hội khóa XIII; Bí thư Tỉnh ủy Cà Mau từ 9 tháng 9 năm 2008 đến tháng 10 năm 2010.
Ông Nguyễn Tuấn Khanh đã từng kinh qua các chức vụ: Bí thư Thành ủy Long Xuyên, tỉnh An Giang; Phó Bí thư Thường trực Tỉnh ủy An Giang; Bí thư Tỉnh ủy Gia Lai (2002 - 2004); Phó Trưởng Ban Tổ chức Trung ương (2007 - 2008); Phó Trưởng ban Nội chính Trung ương (2004 - 2007), Bí thư Đảng ủy khối Nội chính Trung ương (2004 - 2007). Năm 2008 ông được Bộ Chính trị phân công giữ chức Bí thư Tỉnh ủy Cà Mau; Tháng 10/2010 được Bộ Chính trị rút về Hà Nội đảm nhiệm chức vụ Phó Ban Tổ chức Trung ương.
Tại Đại hội Đảng toàn quốc lần thứ XI ông tiếp tục được bầu Ủy viên Trung ương Đảng.